# 류보미르 라다노비치
류보미르 라다노비치(세르비아어: Љубомир Радановић, 1960년 7월 21일, SR 몬테네그로 체티네 ~)는 유고슬라비아와 몬테네그로의 전 축구 선수로, 현역 시절 수비수로 활약했다.

## 클럽 경력
유고슬라비아 2부 리그의 로브첸에서 성인 무대 신고식을 치른 라다노비치는 1981-82 시즌에 유고슬라비아 1부 리그의 파르티잔으로 이적했다. 그는 이후 JNA 경기장에서 7년 동안 활약하며 172번의 리그 경기에 출전해 15골을 기록했다. 모국을 떠난 라다노비치는 벨기에의 스탕다르 리에주, 프랑스의 니스, 그리고 스위스의 벨린초나에서 활약했다.

## 국가대표팀 경력
국제 무대에서, 라다노비치는 1983년부터 1988년까지 유고슬라비아 국가대표팀 일원으로 34번의 경기에 출전해 3골을 기록했다. 그는 1983년 12월 21일에 불가리아와의 유로 1984 예선전 경기에서 막판 결승골로 3-2 승리를 견인했던 것으로 회자된다. 또한 라다노비치는 유고슬라비아 선수단 일원으로 1984년 하계 올림픽에 참가해 동메달을 목에 걸기도 했다. 그의 마지막 국가대표팀 경기는 1988년 10월에 열린 스코틀랜드와의 원정 월드컵 예선전 경기였다.

## 통계

### 국가대표팀
| 국가대표팀   | 연도 | 출장 | 골 |
| ------------ | ---- | ---- | -- |
| 유고슬라비아 | 1983 | 6    | 1  |
| 유고슬라비아 | 1984 | 7    | 1  |
| 유고슬라비아 | 1985 | 11   | 0  |
| 유고슬라비아 | 1986 | 3    | 0  |
| 유고슬라비아 | 1987 | 2    | 1  |
| 유고슬라비아 | 1988 | 5    | 0  |
| 합계         | 합계 | 34   | 3  |

### 국가대표팀 득점 목록
아래의 점수에서 왼쪽의 점수가 유고슬라비아의 점수이다.
| # | 날짜             | 경기장                | 상대     | 점수 | 최종결과 | 대회             |
| - | ---------------- | --------------------- | -------- | ---- | -------- | ---------------- |
| 1 | 1983년 12월 21일 | 유고슬라비아 스플리트 | 불가리아 | 3–2  | 3–2      | 유로 1984 예선전 |
| 2 | 1984년 3월 31일  | 유고슬라비아 수보티차 | 헝가리   | 2–0  | 2–1      | 친선경기         |
| 3 | 1987년 12월 16일 | 튀르키예 이즈미르     | 튀르키예 | 1–0  | 3–2      | 유로 1988 예선전 |

## 수상
파르티잔
- 유고슬라비아 1부 리그: 1982–83, 1985–86, 1986–87